# Петро-Павлівський район

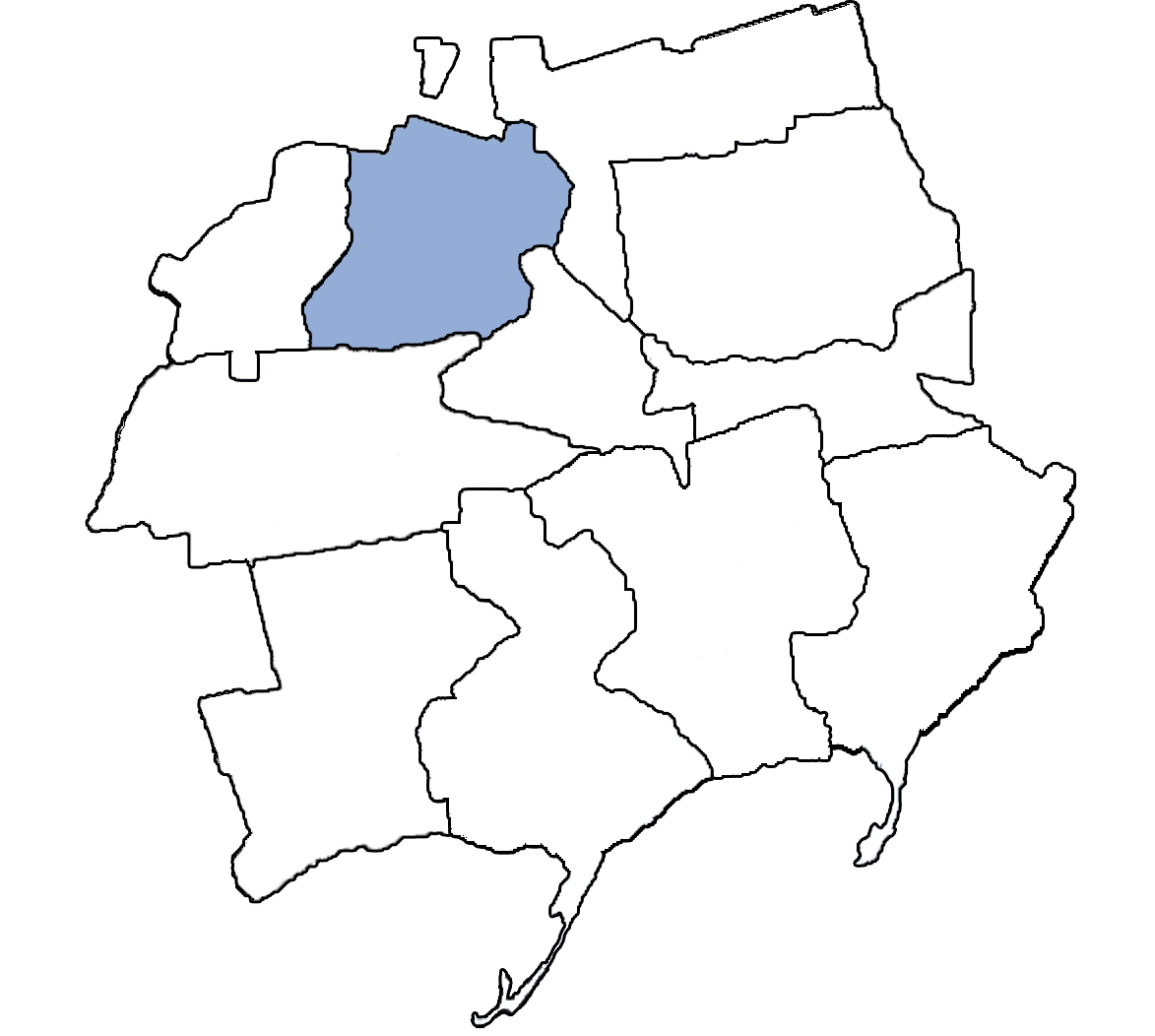
Розташування району в Бердянській окрузі.

Петро-Павлівський район (Петропавлівський район; рос. Петро-Павловский район) — район Радянського Союзу, в складі УСРР. Існував з 1923 по 1925 роки. Центр — село Петро-Павлівка.
Створений 7 березня 1923 року в складі Бердянської округи Катеринославської губернії.
11 червня 1924 року частина Петро-Павлівського району ввійшла до новоствореного Молочанського (Гольдштадського) району, у зв'язку з цим були затверджені нові межі району: в складі колишніх Петро-Павлівської, Басанської, Вербівської й Ново-Михайлівської волостей.
Станом на 1 січня 1925 року площа району становила 54 281 дес. (593 км²), населення — 25 473 особи.
3 червня 1925 року ліквідований.
На момент розформування до складу району входили 10 сільських рад:
- Басанська
- Вербівська
- Ново-Казанковацька
- Ново-Михайлівська
- Ново-Олексіївська
- Остриківська
- Очеретовацька
- Петропавлівська Друга
- Петропавлівська Перша
- Скелевацька

Ново-Михайлівська, Ново-Казанковацька, Очеретовацька, Остриківська й Скелевацька сільради відійшли до Велико-Токмацького району Мелітопольської округи, решта сільрад — до Полозького району Запорізької округи.